# Теорія товарного циклу
Теорія товарного циклу (теорія циклу життя продукту) — економічна теорія.
Її висунув американський учений Р. Вернон (1966 рік), вона була спрямована насамперед на пояснення інвестиційних настроїв американських підприємств за кордоном. Попри це, теорія, побудована на еволюційних ринкових концепціях, має значення і для підприємств, які роблять перші кроки на шляху транснаціональної діяльності.
Ця теорія пояснює стратегію західних ТНК в країнах перехідної економіки. На її підставі очевидним і найбільш привабливим фактором для іноземних інвестицій є низька вартість робочої сили в країнах прикладення капіталу.
Основним поняттям цієї теорії є «цикл життя продукції». Класифікація товарів за цією ознакою дозволяє виокремити три групи: нові товари, зрілі і стандартизовані.
У кожний момент часу в економічному просторі можна виділити райони, які спеціалізуються на створенні нових видів продукції та райони, які орієнтуються на виробництво стандартизованих товарів.
Відповідно до даної теорії економічний розвиток полягає в безперервному процесі створення нових видів продукції.
Основною рушійною силою економічного розвитку є інноваційний процес, який втілюється у формі розробки нових видів продукції. З точок появи інновацій, виробництво нової продукції поширюється на інші райони економічного простору, а новий продукт, в остаточному підсумку, стає стандартизованим. Цей процес стимулює економічний розвиток в районах обох типів, однак, характер розвитку в них різний. Розуміння цього допомагає пояснити причини територіальних розбіжностей в рівні економічного розвитку і відповісти на питання, чому такі розбіжності можуть зберігатися протягом тривалого часу.